# Mike Rutherford
Mike Rutherford, właśc. Michael John Cleote Crawford Rutherford (ur. 2 października 1950 w Guildford) – angielski gitarzysta i basista rockowy, znany z występów w progresywnej grupie Genesis oraz popowej grupie Mike and the Mechanics.
W 1984 założył istniejącą do 1987 grupę Red 7. Jest jednym z dwóch członków (obok Tony'ego Banksa) zespołu Genesis, którzy znajdują się w jego składzie nieprzerwanie od początku istnienia grupy. Początkowo pełnił głównie funkcję basisty i gitarzysty rytmicznego (na koncertach występował z charakterystycznym dwugryfowym instrumentem, łączącym gitarę basową i 12-strunową, co pozwalało na wykonywanie obu partii bez konieczności zmiany sprzętu), podczas gdy funkcję gitarzysty prowadzącego pełnił Steve Hackett. Oprócz tego używał również pedałów basowych, a w kilku utworach na początku lat 70. XX wieku grał partie na wiolonczeli.
Po jego odejściu w październiku 1977 roku Rutherford przejął też jego rolę gitarzysty prowadzącego w nagraniach studyjnych. Na koncertach partię gitary prowadzącej wykonywali dodatkowi gitarzyści (Darryl Stuermer w latach 1978–1993 i 2007–2020, oraz Anthony Drennan w latach 1997–1998) zwłaszcza w repertuarze pochodzącym sprzed odejścia Hacketta. 
Jest również kompozytorem wielu utworów zespołu i autorem tekstów piosenek.

## Solowa dyskografia Mike Rutherforda
- Smallcreep's Day (1980)
- Acting Very Strange (1982)

## Filmografia
- "Prog Rock Britannia" (2009, film dokumentalny, reżyseria: Chris Rodley)[3]